# Timothy Peake
Timothy Nigel „Tim“ Peake, CMG (* 7. April 1972 in Chichester, West Sussex) ist ein britischer Testpilot und ehemaliger Raumfahrer im Europäischen Astronautenkorps.

## Karriere als Pilot
Die Schulausbildung beendet Timothy 1990 an der Chichester High School für Jungen und trat dem Army Air Corps bei. Seine militärische Ausbildung erfolgte an der Royal Military Academy Sandhurst. Nach dem Abschluss 1992 diente er als Zugführer in der Infanterie-Division Royal Green Jackets und diente in Nordirland. 1994 erhielt er seine Pilotenlizenz. Er diente fortan in verschiedenen Einheiten als Hubschrauberpilot und wurde dann 1998 Hubschrauberfluglehrer. Zum Testpiloten ließ er sich 2005 an der Empire Test Pilots School ausbilden. Ein Jahr später bekam er den Bachelor  in Luftfahrttechnik.  Nach 17 Jahren beendete Timothy 2009 seine Zeit beim Militär und wurde Testpilot für die Firma AgustaWestland, wo er hauptsächlich Hubschrauber der Typen Apache und Lynx flog. Timothy Peake ist Mitglied in der Society of Experimental Test Pilots.

## Karriere bei der ESA

### Auswahl und Ausbildung als Astronaut
Beim Auswahlverfahren der ESA konnte sich Peake gegen 8413 andere Bewerber durchsetzen und wurde am 20. Mai 2009 als neuer ESA-Astronaut der Öffentlichkeit vorgestellt. Seine Ausbildung im Europäischen Astronautenzentrum (EAC) in Köln begann Timothy Peake Anfang September 2009. Der offizielle Abschluss der Grundausbildung und die Ernennung zum Astronauten erfolgte am 22. November 2010 bei einer offiziellen Zeremonie im EAC in Köln.
Als Mitglied der 16. Mission verbrachte Peake im Juni 2012 zwölf Tage im NASA-Unterwasserlabor NEEMO.

### Aufenthalt an Bord der ISS, MissionPrincipia

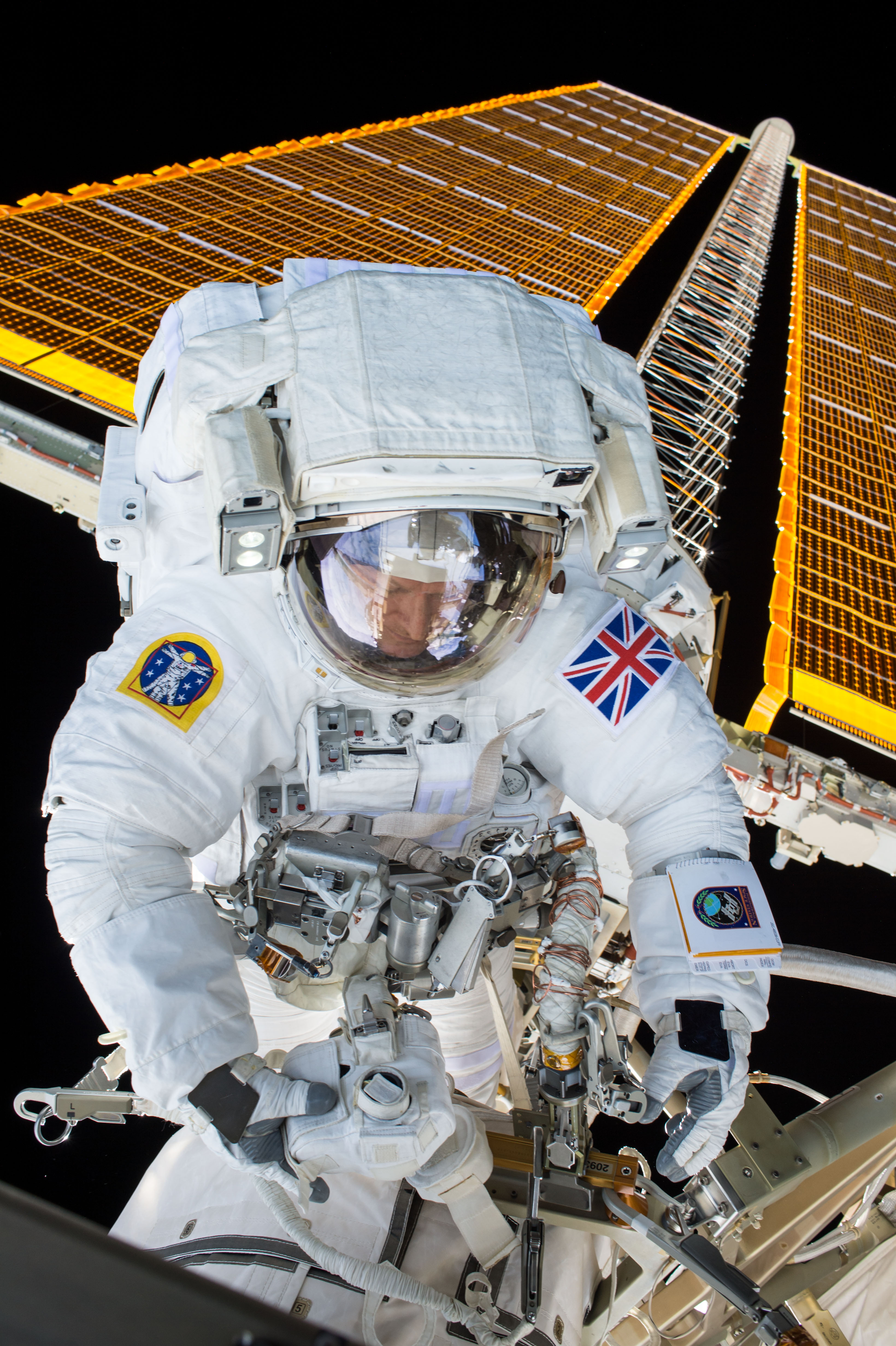
Timothy Peake während seines Außenbordeinsatzes auf der ISS während der Mission Principia

Am 20. Mai 2013 gab die ESA bekannt, dass Peake für einen Langzeitaufenthalt an Bord der ISS nominiert wurde, wo er als Bordingenieur der Expeditionen 46 und 47 arbeitete. Der Flug startete mit dem Raumschiff Sojus TMA-19M zusammen mit Juri Malentschenko und Timothy Kopra am 15. Dezember 2015. Die Mission trug den Namen Principia nach Isaac Newtons Hauptwerk Philosophiae Naturalis Principia Mathematica. Die Rückkehr erfolgte am 18. Juni 2016. Am 15. Januar 2016 führte er gemeinsam mit Timothy Kopra als erster Brite einen Außenbordeinsatz durch. Während seines Aufenthaltes auf der ISS wurde er von der englischen Königin Elisabeth II. als erster Mensch überhaupt im Weltall mit einem Orden ausgezeichnet und mit dem Companion of the Order of St Michael and St George (CMG) geehrt.

### Weitere Rollen in der ESA
Nach Rückkehr von seiner Mission war Peake für die ESA unter anderem als „Eurocom“ tätig, d. h. als verantwortlicher Kommunikator der Europäer zur ISS, später war er der Leiter für astronautische Aktivitäten am European Astronaut Centre (EAC).

### Rückzug aus dem aktiven Dienst
Im Januar 2023 gab die ESA bekannt, dass Peake nicht länger Teil des ESA-Astronautenkorps ist. Nach einer freiwilligen dreijährigen Pause, in der Peake unter anderem für die Weltraumbehörde Großbritanniens arbeitete, entschied sich Peake nicht in den aktiven Dienst zurückzukehren. Er ist in einer neuen Rolle als sogenannter „Botschafter für bemannten Raumflug“ für beide Behörden tätig. Dabei wird er sich verstärkt dafür einzusetzen, junge Menschen für eine Ausbildung in den sogenannten MINT-Berufen zu gewinnen.

## Privates
Peake ist verheiratet und hat zwei Söhne.